# Scratchy: The Complete Reprise Recordings
Scratchy: The Complete Reprise Recordings es un álbum recopilatorio del grupo estadounidense Crazy Horse, publicado por el sello discográfico Rhino Records en noviembre de 2005. El álbum, publicado como doble disco compacto, recopila el material de Crazy Horse (1971) y Loose (1972), los dos primeros discos que el grupo grabó con Reprise Records, así como temas inéditos, versiones alternativas y un sencillo publicado por el grupo bajo el nombre de Danny & The Memories, «Can't Help Loving That Girl» y «Don't Go».

## Lista de canciones
Disco uno
1. "Gone Dead Train" (Nitzsche/Titelman) – 4:06
2. "Dance Dance Dance" (Young) – 2:10
3. "Look at All the Things" (Whitten) – 3:13
4. "Beggar's Day" (Lofgren) – 4:28
5. "I Don't Want to Talk About It" (Whitten) – 5:18
6. "Downtown" (Whitten, Young) – 3:14
7. "Carolay" (Nitzsche/Titelman) – 2:52
8. "Dirty, Dirty" (Whitten) – 3:31
9. "Nobody" (Lofgren) – 2:35
10. "I'll Get By" (Whitten) – 3:08
11. "Crow Jane Lady" (Nitzsche) – 4:24
12. "Hit and Run" (Blanton) - 2:42
13. "Try" (Whitsell) - 3:18
14. "One Thing I Love" (Leroy) - 2:37
15. "Move" (Whitsell) - 3:14
16. "All Alone Now" (Whitsell) - 2:47
17. "All the Little Things" (Leroy) - 5:01
18. "Fair Weather Friend" (Leroy) - 2:42
19. "You Won't Miss Me" (Whitsell) - 2:47
20. "Going Home" (Leroy) - 2:50
21. "I Don't Believe It" (Whitsell) - 3:07
22. "Kind of Woman" (Blanton) - 4:25
23. "One Sided Love" (Whitsell) - 3:12
24. "And She Won't Even Blow Smoke in My Direction" (Whitsell) - 1:21

Disco dos
1. "Dirty, Dirty" (Alternate Version) - 2:42
2. "Scratchy" (Takes 1-3) - 2:47
3. "Dear Song Singer" - 2:50
4. "Downtown" (Unedited Long Version) - 3:07
5. "Susie's Song" (Takes 1-5) - 4:25
6. "When You Dance You Can Really Love" - 3:12
7. "Radio Spot" - 1:21
8. "Can't Help Loving That Girl" - 3:54
9. "Don't Go" - 2:02

## Personal
- Danny Whitten: guitarra y voz
- Nils Lofgren: guitarra y coros
- Jack Nitzsche: piano y voz en "Crow Jane Lady"
- Billy Talbot: bajo y coros
- Ralph Molina: batería, coros y voz principal en "Dance Dance Dance"
- Ry Cooder: guitarra slide en "I Don't Want to Talk About It", "Dirty Dirty" y "Crow Jane Lady"
- Gib Gilbeau: violín en "Dance Dance Dance"
- George Whitsell: voz, guitarra y coros
- John Blanton: órgano, piano, armónica, chelo y coros
- Greg Leroy: voz, guitarra y coros